# Zen 4
Zen 4 é o nome de uma microarquitetura de CPU projetada pela AMD, lançada em 27 de setembro de 2022. É o sucessor do Zen 3 e usa o processo N6 da TSMC para matrizes de I/O, o processo N5 para CCDs e processo N4 para APUs. Zen 4 alimenta os processadores de desktop de alto desempenho Ryzen 7000 (codinome "Raphael"), APUs de desktop convencionais da série Ryzen 8000G (codinome "Phoenix") e processadores HEDT e workstation da série Ryzen Threadripper 7000 (codinome "Storm Peak"). Ele também é usado em processadores móveis extremos (codinome "Dragon Range"), processadores móveis finos e leves (codinome "Phoenix" e "Hawk Point"), bem como processadores de servidor EPYC 8004/9004 (codinome "Siena", "Genoa" e "Bergamo").
O Zen 4 é a primeira microarquitetura cujos chips (Ryzen 7000) usam o Soquete AM5 da placa-mãe.

## Características
Assim como seu antecessor, o Zen 4 em suas variantes Desktop Ryzen apresenta um ou dois Core Complex Dies (CCDs) construídos no processo de 5 nm da TSMC e um die de I/O construído em 6 nm. Anteriormente, o die de I/O no Zen 3 era construído no processo de 14 nm da GlobalFoundries para EPYC e no processo de 12 nm para Ryzen. O die de I/O do Zen 4 inclui gráficos RDNA 2 integrados pela primeira vez em qualquer arquitetura Zen. Zen 4 marca a primeira utilização do processo de 5 nm para processadores de desktop baseados em x86 e também marca o retorno da taxa de clock de 5,0 GHz para qualquer processador AMD pela primeira vez desde o AMD FX-9590.
Em todas as plataformas, o Zen 4 suporta apenas memória DDR5 e LPDDR5X em dispositivos móveis, com suporte para DDR4 e LPDDR4X descartado. Além disso, o Zen 4 suporta novos perfis AMD EXPO SPD para ajuste de memória e overclocking mais abrangentes pelos fabricantes de RAM. Ao contrário do XMP da Intel, o EXPO é comercializado como um padrão aberto, de licença e livre de royalties para descrever parâmetros de kit de memória, como frequência operacional, temporizações e tensões. Ele permite codificar um conjunto mais amplo de temporizações para obter melhor desempenho e compatibilidade. No entanto, os perfis de memória XMP ainda são suportados. O EXPO também pode suportar processadores Intel.
Todos os processadores de desktop Zen 4 apresentam 28 (24 utilizáveis + 4 reservadas) pistas PCI Express 5.0. Isso significa que uma GPU discreta pode ser conectada por 16 pistas PCIe ou duas GPUs por 8 pistas PCIe cada. Além disso, agora há 2 interfaces PCIe de 4 pistas, mais frequentemente usadas para dispositivos de armazenamento M.2. Se as pistas que conectam as GPUs nos slots mecânicos x16 são executadas como PCIe 4.0 ou PCIe 5.0 pode ser configurado pelos fabricantes da placa-mãe. Finalmente, 4 pistas PCIe 5.0 são reservadas para conectar o chip ou chipset da ponte sul.
Zen 4 é a primeira microarquitetura AMD a suportar a extensão do conjunto de instruções AVX-512. A maioria das instruções de vetor de 512 bits são divididas em duas e executadas internamente pelas unidades de execução SIMD de 256 bits. As duas metades são executadas em paralelo em um par de unidades de execução e ainda são rastreadas como um único micro-OP (exceto para armazenamentos), o que significa que a latência de execução não é dobrada em comparação com as instruções de vetor de 256 bits. Existem quatro unidades de execução de 256 bits, o que fornece uma taxa de transferência máxima de duas instruções de vetor de 512 bits por ciclo de clock, por exemplo, uma multiplicação e uma adição. O número máximo de instruções por ciclo de clock é dobrado para vetores de 256 bits ou menos. As unidades de carga e armazenamento também são de 256 bits cada, mantendo a taxa de transferência de até duas cargas de 256 bits ou uma loja por ciclo que era suportada pelo Zen 3. Isso se traduz em até uma carga de 512 bits por ciclo ou uma loja de 512 bits por dois ciclos.
Outros recursos e melhorias, em comparação com Zen 3, incluem:
- O tamanho do L1 Branch Target Buffer (BTB) aumentou em 50%, para 1,5 mil entradas. Cada entrada agora pode armazenar até dois alvos de ramificação, desde que a primeira ramificação seja uma ramificação condicional e a segunda ramificação esteja localizada dentro da mesma linha de cache de 64 bytes alinhada que a primeira.
- L2 BTB aumentou para 7 mil entradas.
- Preditores de ramificação direta e indireta aprimorados.
- O tamanho do cache do OP aumentou em 69%, de 4 mil para 6,75 mil OPs. O cache do OP agora é capaz de produzir até 9 macro-OPs por ciclo (em vez de 6).
- O buffer de reordenação (ROB) é aumentado em 25%, para 320 instruções.
- O arquivo de registro inteiro aumentou para 224 registros, o arquivo de registro FP/vetor aumentou para 192 registros. O arquivo de registro FP/vetor foi ampliado para 512 bits para suportar AVX-512. Adicionado um novo arquivo de registro de máscara, capaz de armazenar 68 registros de máscara.
- O tamanho da fila de carga aumentou em 22%, para 88 cargas pendentes.
- O cache L2 foi dobrado, de 512 KiB para 1 MiB por núcleo, associativo de 8 vias.
- IBRS automático, onde o modo de especulação de restrição de ramificação indireta é habilitado e desabilitado automaticamente quando o controle entra e sai do Anel 0 (modo kernel). Isso reduz o custo das transições de modo usuário/kernel.
- Aumento médio de ~13% no IPC.
- Frequência máxima do núcleo: até 5,7 GHz.
- Velocidades de memória de até DDR5-5200 e LPDDR5X-7500 são oficialmente suportadas.
- Nos processadores de desktop Ryzen 7000 e nos processadores móveis Ryzen 7045HX, a GPU integrada contém duas unidades de computação RDNA 2 rodando a até 2,2 GHz.
- Suporta até quatro saídas de vídeo incluindo interfaces HDMI 2.1 e DisplayPort 2,[8] mas é possível conectar mais monitores com GPU discreta.
- Suporte de paginação de memória de 5 níveis para tabela de páginas.[14]

## Produtos

### Desktop

#### Raphael

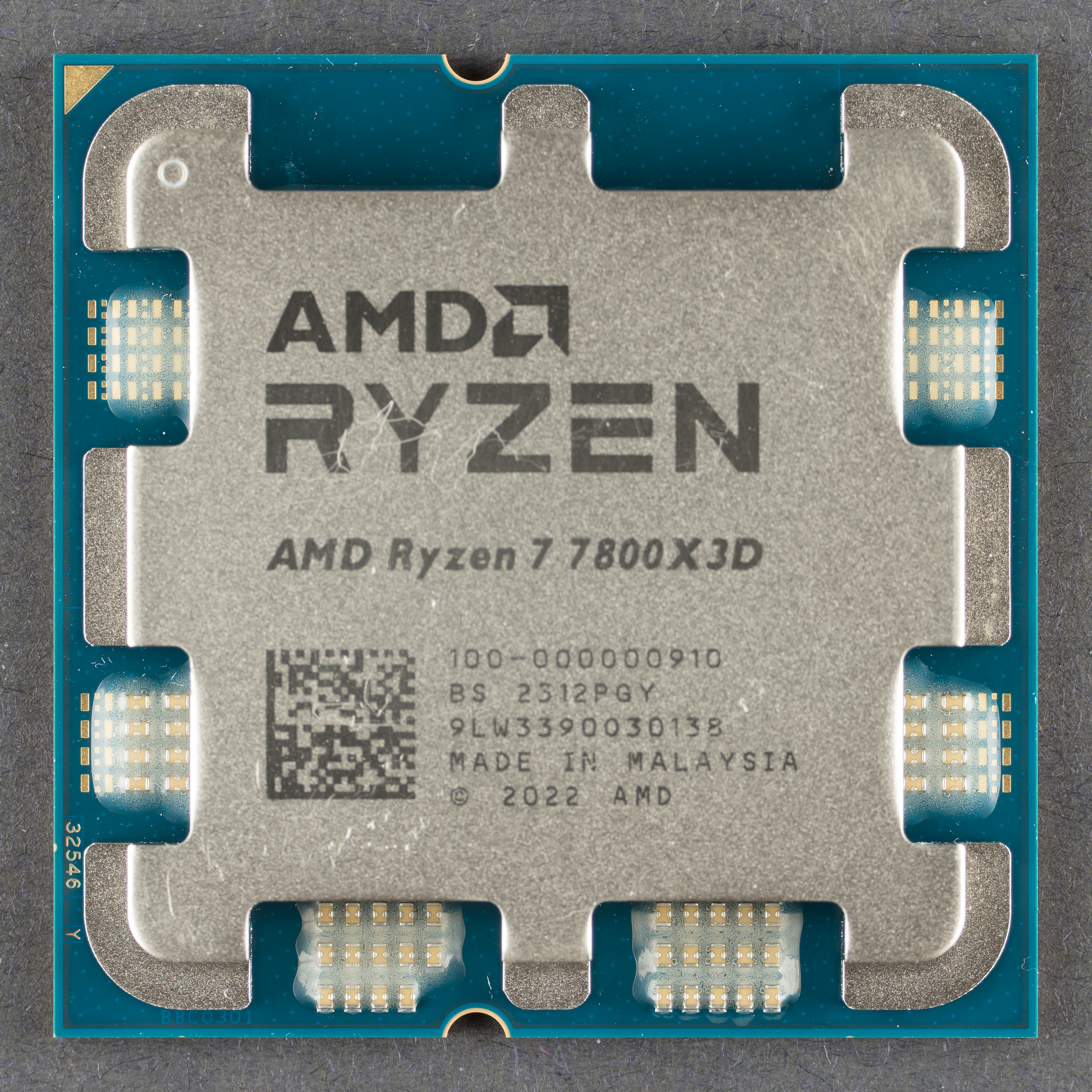
Ryzen 7 7800X3D

Em 29 de agosto de 2022, a AMD anunciou quatro processadores de desktop série Ryzen 7000 baseados em Zen 4. Os quatro processadores Ryzen 7000 foram lançados em 27 de setembro de 2022 consistem no Ryzen 5 7600X, Ryzen 7 7700X e duas CPUs Ryzen 9: o 7900X e o 7950X. Os processadores apresentam entre 6 e 16 núcleos.
Mais três modelos foram adicionados à linha de processadores de desktop Ryzen 7000 em 10 de janeiro de 2023, após uma palestra da AMD na CES que os anunciou junto com variantes 3D V-Cache dos processadores Ryzen 7 e Ryzen 9, que eliminam o X no nome das primeiras CPUs da linha. Esses três modelos são o Ryzen 5 7600, Ryzen 7 7700 e Ryzen 9 7900, que apresentam um TDP menor de 65 W e vêm com coolers de estoque, ao contrário dos processadores com sufixo X.
Os processadores Ryzen 9 7900X3D e 7950X3D com 3D V-Cache foram lançados em 28 de fevereiro de 2023, seguidos pelo Ryzen 7 7800X3D em 6 de abril.
Recursos comuns das CPUs de desktop Ryzen 7000:
- Socket: AM5.
- Todas as CPUs suportam DDR5-5200 no modo dual-channel.
- Cache L1: 64 KB (32 KB de dados + 32 KB de instrução) por núcleo.
- Cache L2: 1 MB por núcleo.
- Todas as CPUs suportam 28 PCIe 5.0. 4 das pistas são reservadas como link para o chipset.
- Inclui GPU RDNA2 integrada com 2 CUs e velocidades de clock de 400MHz (base), 2,2 GHz (boost). Os modelos com sufixos “F” não possuem iGPUs.[i]
- Processo de fabricação: TSMC N5 (N6 FinFET para matriz de E/S).

| Marca e modelo | Marca e modelo | Cores (threads) | Taxa de clock (GHz) | Taxa de clock (GHz) | Cache L3 (total) | Solução térmica | Chiplets         | Core config | TDP   | Data de lançamento      | MSRP    |
| Marca e modelo | Marca e modelo | Cores (threads) | Base                | Boost               | Cache L3 (total) | Solução térmica | Chiplets         | Core config | TDP   | Data de lançamento      | MSRP    |
| -------------- | -------------- | --------------- | ------------------- | ------------------- | ---------------- | --------------- | ---------------- | ----------- | ----- | ----------------------- | ------- |
| Ryzen 9        | 7950X3D        | 16 (32)         | 4.2                 | 5.7                 | 128 MB           | —               | 2 × CCD 1 × I/OD | 2 × 8       | 120 W | 28 de fevereiro de 2023 | US $699 |
| Ryzen 9        | 7950X          | 16 (32)         | 4.5                 | 5.7                 | 64 MB            | —               | 2 × CCD 1 × I/OD | 2 × 8       | 170 W | 27 de setembro de 2022  | US $699 |
| Ryzen 9        | 7900X3D        | 12 (24)         | 4.4                 | 5.6                 | 128 MB           | —               | 2 × CCD 1 × I/OD | 2 × 6       | 120 W | 28 de fevereiro de 2023 | US $599 |
| Ryzen 9        | 7900X          | 12 (24)         | 4.7                 | 5.6                 | 64 MB            | —               | 2 × CCD 1 × I/OD | 2 × 6       | 170 W | 27 de setembro de 2022  | US $549 |
| Ryzen 9        | 7900           | 12 (24)         | 3.7                 | 5.4                 | 64 MB            | Wraith Prism    | 2 × CCD 1 × I/OD | 2 × 6       | 65 W  | 10 de janeiro de 2023   | US $429 |
| Ryzen 9        | PRO 7945       | 12 (24)         | 3.7                 | 5.4                 | 64 MB            | Wraith Spire    | 2 × CCD 1 × I/OD | 2 × 6       | 65 W  | 13 de junho de 2023     | OEM     |
| Ryzen 7        | 7800X3D        | 8 (16)          | 4.2                 | 5.0                 | 96 MB            | —               | 1 × CCD 1 × I/OD | 1 × 8       | 120 W | 6 de abril de 2023      | US $449 |
| Ryzen 7        | 7700X          | 8 (16)          | 4.5                 | 5.4                 | 32 MB            | —               | 1 × CCD 1 × I/OD | 1 × 8       | 105 W | 27 de setembro de 2022  | US $399 |
| Ryzen 7        | 7700           | 8 (16)          | 3.8                 | 5.3                 | 32 MB            | Wraith Prism    | 1 × CCD 1 × I/OD | 1 × 8       | 65 W  | 10 de janeiro de 2023   | US $329 |
| Ryzen 7        | PRO 7745       | 8 (16)          | 3.8                 | 5.3                 | 32 MB            | Wraith Spire    | 1 × CCD 1 × I/OD | 1 × 8       | 65 W  | 13 de junho de 2023     | OEM     |
| Ryzen 5        | 7600X          | 6 (12)          | 4.7                 | 5.3                 | 32 MB            | —               | 1 × CCD 1 × I/OD | 1 × 6       | 105 W | 27 de setembro de 2022  | US $299 |
| Ryzen 5        | 7600           | 6 (12)          | 3.8                 | 5.1                 | 32 MB            | Wraith Stealth  | 1 × CCD 1 × I/OD | 1 × 6       | 65 W  | 10 de janeiro de 2023   | US $229 |
| Ryzen 5        | PRO 7645       | 6 (12)          | 3.8                 | 5.1                 | 32 MB            | Wraith Spire    | 1 × CCD 1 × I/OD | 1 × 6       | 65 W  | 13 de junho de 2023     | OEM     |
| Ryzen 5        | 7500F          | 6 (12)          | 3.7                 | 5.0                 | 32 MB            | Wraith Stealth  | 1 × CCD 1 × I/OD | 1 × 6       | 65 W  | 22 de julho de 2023     | US $179 |

1. ↑  Auto-identifica-se como "AMD Radeon Graphics". Consulte RDNA 2 § Processadores gráficos integrados (iGPs).
2. ↑  Core Complexes (CCX) × cores por CCX
3. 1 2  Apenas um dos dois CCXes possui 64 MB 3D V-Cache adicionais.[21] Somente o CCX sem 3D V-Cache será capaz de atingir os boost clocks máximos. O CCX com 3D V-Cache terá uma freqüência mais baixa.[22]

#### Phoenix
As APUs de desktop Phoenix foram lançadas em 8 de janeiro de 2024 como a série "Ryzen 8000G" para o soquete AM5 e comercializadas como o primeiro processador de desktop a apresentar um acelerador de IA dedicado com a marca "Ryzen AI".
Em 1 de abril de 2024, a AMD lançou discretamente a série Ryzen 8000 de processadores para desktop sem gráficos integrados.
Recursos comuns das CPUs de desktop Ryzen 8000:
- Socket: AM5.
- Todas as CPUs suportam RAM DDR5-5200 no modo dual-channel.
- Cache L1: 64 KB (32 KB de dados + 32 KB de instrução) por núcleo.
- Cache L2: 1 MB por núcleo.
- Todas as CPUs suportam 20 pistas PCIe 4.0. 4 das pistas são reservadas como link para o chipset.
- Sem gráficos integrados.
- Processo de fabricação: TSMC 4 nm FinFET.

| Marca e Modelo | Marca e Modelo | Cores (threads) | Taxa de clock (GHz) | Taxa de clock (GHz) | Cache L3 (total) | NPU     | Solução térmica | TDP  | Core config | Data de lançamento | MSRP |
| Marca e Modelo | Marca e Modelo | Cores (threads) | Base                | Boost               | Cache L3 (total) | NPU     | Solução térmica | TDP  | Core config | Data de lançamento | MSRP |
| -------------- | -------------- | --------------- | ------------------- | ------------------- | ---------------- | ------- | --------------- | ---- | ----------- | ------------------ | ---- |
| Ryzen 7        | 8700F          | 8 (16)          | 4.1                 | 5.0                 | 16 MB            | Parcial | Wraith Stealth  | 65 W | 1 × 8       | 1 de abril de 2024 | OEM  |
| Ryzen 5        | 8400F          | 6 (12)          | 4.2                 | 4.7                 | 16 MB            | Não     | Wraith Stealth  | 65 W | 1 × 6       | 1 de abril de 2024 | OEM  |

1. ↑  Complexos de núcleo (CCX) × núcleos por CCX ou núcleos Zen 4 + Zen 4c
2. ↑  Ryzen AI só está disponível quando emparelhado com uma placa gráfica da série Radeon RX 7000, pois possui aceleração AI

Recursos comuns das APUs de desktop Ryzen 8000G:
- Socket: AM5.
- Todas as CPUs suportam RAM DDR5-5200 no modo dual-channel.
- Cache L1: 64 KB (32 KB de dados + 32 KB de instrução) por núcleo.
- Cache L2: 1 MB por núcleo.
- Modelos com núcleos Zen 4c (codinome Phoenix 2) suportam 14 pistas PCIe 4.0, enquanto modelos sem eles suportam 20 pistas. 4 das pistas são reservadas como link para o chipset.
- Inclui GPU RDNA 3 integrada.
- Inclui XDNA AI Engine (Ryzen AI) em modelos superiores, conforme indicado na tabela abaixo.
- Processo de fabricação: TSMC 4 nm FinFET.

| Marca e Modelo | Marca e Modelo | CPU             | CPU             | CPU             | CPU                 | CPU                 | CPU              | CPU         | GPU    | GPU                 | GPU         | NPU                    | Solução térmica | TDP  | Data de lançamento                       | MSRP      |
| Marca e Modelo | Marca e Modelo | Cores (threads) | Cores (threads) | Cores (threads) | Taxa de clock (GHz) | Taxa de clock (GHz) | Cache L3 (total) | Core config | Modelo | Core config         | Clock (GHz) | NPU                    | Solução térmica | TDP  | Data de lançamento                       | MSRP      |
| Marca e Modelo | Marca e Modelo | Total           | Zen 4           | Zen 4c          | Base                | Boost               | Cache L3 (total) | Core config | Modelo | Core config         | Clock (GHz) | NPU                    | Solução térmica | TDP  | Data de lançamento                       | MSRP      |
| -------------- | -------------- | --------------- | --------------- | --------------- | ------------------- | ------------------- | ---------------- | ----------- | ------ | ------------------- | ----------- | ---------------------- | --------------- | ---- | ---------------------------------------- | --------- |
| Ryzen 7        | 8700G          | 8 (16)          | 8 (16)          | —               | 4.2                 | 5.1                 | 16 MB            | 1 × 8       | 780M   | 12 CUs 768:48:24:12 | 2.9         | Ryzen AI · Até 16 TOPS | Wraith Spire    | 65 W | 31 de janeiro de 2024                    | US $329   |
| Ryzen 5        | 8600G          | 6 (12)          | 6 (12)          | —               | 4.3                 | 5.0                 | 16 MB            | 1 × 6       | 760M   | 8 CUs 512:32:16:8   | 2.8         | Ryzen AI · Até 16 TOPS | Wraith Stealth  | 65 W | 31 de janeiro de 2024                    | US $229   |
| Ryzen 5        | 8500G          | 6 (12)          | 2 (4)           | 4 (8)           | 4.1 / 3.2           | 5.0 / 3.7           | 16 MB            | 2 + 4       | 740M   | 4 CUs 256:16:8:4    | 2.8         | Não                    | Wraith Stealth  | 65 W | 31 de janeiro de 2024                    | US $179   |
| Ryzen 3        | 8300G          | 4 (8)           | 1 (2)           | 3 (6)           | 4.0 / 3.2           | 4.9 / 3.6           | 8 MB             | 1 + 3       | 740M   | 4 CUs 256:16:8:4    | 2.6         | Não                    | Wraith Stealth  | 65 W | Janeiro de 2024 (OEM) / Q1 2024 (retail) | OEM / TBA |

1. ↑  Complexos de núcleo (CCX) × núcleos por CCX ou núcleos Zen 4 + Zen 4c
2. ↑  Shaders Unificados : Unidades de Mapeamento de Textura : Unidades de Saída de Renderização : Ray accelerators : AI accelerator e Unidades de Computação (CU)
3. ↑  GPUs baseadas em RDNA 3 tem stream processors de emissão dupla para que até duas intruções de shader possam ser executadas por ciclo de clock sob certas condições de paralelismo
4. 1 2  Frequência base dos núcleos Zen 4 / Frequência base dos núcleos Zen 4c
5. 1 2  Frequência de reforço dos núcleos Zen 4 / Frequência de reforço dos núcleos Zen 4c

#### Storm Peak

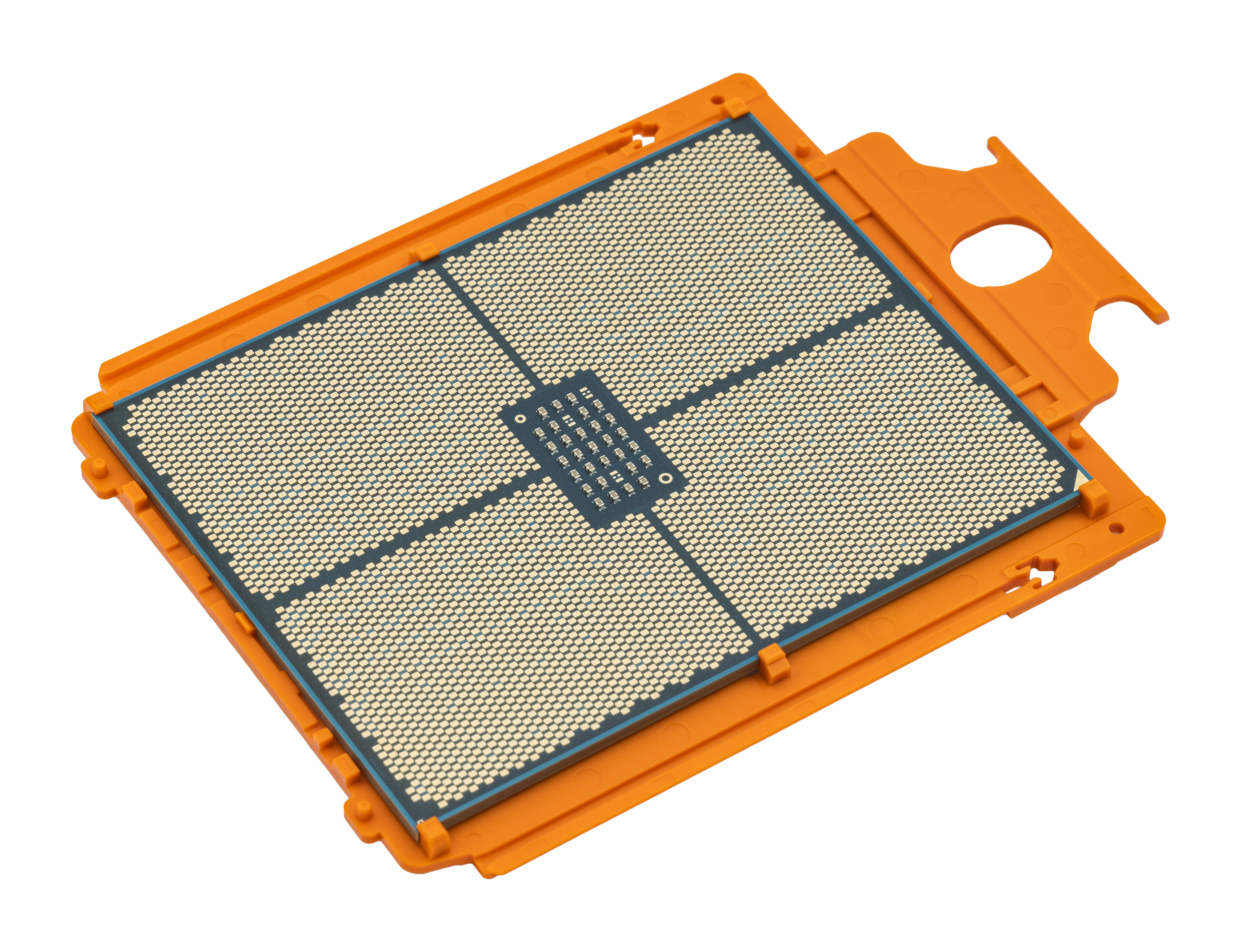
Parte de baixo de um AMD Ryzen Threadripper 7970X

Storm Peak é o codinome dado aos processadores de estação de trabalho Ryzen Threadripper 7000X HEDT e Ryzen Threadripper PRO 7000WX, anunciados pela AMD em 19 de outubro de 2023 e lançados em 21 de novembro de 2023. A linha Threadripper 7000X HEDT consiste em três modelos que variam de 24 a 64 núcleos, enquanto a linha de estação de trabalho Threadripper PRO 7000WX abrange seis modelos que variam de 12 a 96 núcleos.
Recursos comuns das CPUs Ryzen 7000 HEDT/estação de trabalho:
- Soquete: sTR5.
- As CPUs Threadripper suporta DDR5-5200 no modo quad-channel enquanto as CPUs Threadripper PRO suportam DDR5-5200 no modo octa-channel.
- Cache L1: 64 KB (32 KB de dados + 32 KB de instrução) por núcleo.
- Cache L2: 1 MB por núcleo.
- As CPUs Threadripper suportam 48 pistas PCIe 5.0 e 24 pistas PCIe 4.0, enquanto Threadripper PRO suportam 128 pistas PCIe 5.0. Além disso, todos os modelos de processador possuem 4 pistas PCIe 4.0 reservadas como link para o chipset.
- Sem gráficos integrados
- Processo de fabricação: TSMC 5FF.

| Marca e modelo         | Marca e modelo | Cores (threads) | Taxa de clock (GHz) | Taxa de clock (GHz) | Cache L3 (total) | TDP   | Chiplets          | Core config | Data de lançamento     | MSRP     |
| Marca e modelo         | Marca e modelo | Cores (threads) | Base                | Boost               | Cache L3 (total) | TDP   | Chiplets          | Core config | Data de lançamento     | MSRP     |
| ---------------------- | -------------- | --------------- | ------------------- | ------------------- | ---------------- | ----- | ----------------- | ----------- | ---------------------- | -------- |
| Ryzen Threadripper PRO | 7995WX         | 96 (192)        | 2.5                 | 5.1                 | 384 MB           | 350 W | 12 × CCD 1 × I/OD | 12 × 8      | 21 de novembro de 2023 | ASA      |
| Ryzen Threadripper PRO | 7985WX         | 64 (128)        | 3.2                 | 5.1                 | 256 MB           | 350 W | 8 × CCD 1 × I/OD  | 8 × 8       | 21 de novembro de 2023 | ASA      |
| Ryzen Threadripper PRO | 7975WX         | 32 (64)         | 4.0                 | 5.3                 | 128 MB           | 350 W | 4 × CCD 1 × I/OD  | 4 × 8       | 21 de novembro de 2023 | ASA      |
| Ryzen Threadripper PRO | 7965WX         | 24 (48)         | 4.2                 | 5.3                 | 128 MB           | 350 W | 4 × CCD 1 × I/OD  | 4 × 6       | 21 de novembro de 2023 | ASA      |
| Ryzen Threadripper PRO | 7955WX         | 16 (32)         | 4.5                 | 5.3                 | 64 MB            | 350 W | 2 × CCD 1 × I/OD  | 2 × 8       | 21 de novembro de 2023 | ASA      |
| Ryzen Threadripper PRO | 7945WX         | 12 (24)         | 4.7                 | 5.3                 | 64 MB            | 350 W | 2 × CCD 1 × I/OD  | 2 × 6       | 21 de novembro de 2023 | ASA      |
| Ryzen Threadripper     | 7980X          | 64 (128)        | 3.2                 | 5.1                 | 256 MB           | 350 W | 8 × CCD 1 × I/OD  | 8 × 8       | 21 de novembro de 2023 | US $4999 |
| Ryzen Threadripper     | 7970X          | 32 (64)         | 4.0                 | 5.3                 | 128 MB           | 350 W | 4 × CCD 1 × I/OD  | 4 × 8       | 21 de novembro de 2023 | US $2499 |
| Ryzen Threadripper     | 7960X          | 24 (48)         | 4.2                 | 5.3                 | 128 MB           | 350 W | 4 × CCD 1 × I/OD  | 4 × 6       | 21 de novembro de 2023 | US $1499 |

1. ↑  Core Complexes (CCXs) × cores por CCX

### Mobile
Em 4 de janeiro de 2023, a AMD anunciou sua série Phoenix e Dragon Range de processadores móveis baseados em Zen 4 na Consumer Electronics Show (CES) de 2023. Os processadores Phoenix têm como alvo o segmento de notebooks convencionais, aprsentam um acelerador de IA com a maraca "Ryze AI", semelhante ao Neural Engine da Apple, e são de um design de chip monolítico, enquanto os processadores Dragon Range têm como alvo o segmento de ponta, fornecendo contagens de núcleos de até 16 núcleos e 32 threads, e são construídos em um design de módulo multichip, utilizado um dado de I/O e até dois dados complexos de núcelo (CCDs).

#### Phoenix
Os processadores móveis Phoenix são chamados de série "Ryzen 7040" e incluem variantes de sufixo U, H e HS.
Recursos comuns das APUs de notebook Ryzen 7040:
- Soquete: FP7, FP7r2, FP8.
- Todas as CPUs suportam DDR5-5600 ou LPDDR5X-7500 no modo dual-channel.
- Cache L1: 64 KB (32 KB de dados + 32 KB de instrução) por núcleo.
- Cache L2: 1 MB por núcleo.
- Todas as CPUs suportam 20 pistas PCIe 4.0.
- Inclui GPU RDNA 3 integrada.
- Inclui XDNA AI Engine (Ryzen AI).
- Processo de fabricação: TSMC 4 nm FinFET.

| Marca e modelo | Marca e modelo | CPU             | CPU                 | CPU                 | CPU              | CPU         | GPU        | GPU         | NPU                   | TDP     | Data de lançamento    |
| Marca e modelo | Marca e modelo | Cores (threads) | Taxa de clock (GHz) | Taxa de clock (GHz) | Cache L3 (total) | Core config | Modelo     | Clock (GHz) | NPU                   | TDP     | Data de lançamento    |
| Marca e modelo | Marca e modelo | Cores (threads) | Base                | Boost               | Cache L3 (total) | Core config | Modelo     | Clock (GHz) | NPU                   | TDP     | Data de lançamento    |
| -------------- | -------------- | --------------- | ------------------- | ------------------- | ---------------- | ----------- | ---------- | ----------- | --------------------- | ------- | --------------------- |
| Ryzen 9        | (PRO) 7940HS   | 8 (16)          | 4.0                 | 5.2                 | 16 MB            | 1 × 8       | 780M 12 CU | 2.8         | Ryzen AI · Até10 TOPS | 35–54 W | 30 de abril de 2023   |
| Ryzen 9        | 7940H          | 8 (16)          | 4.0                 | 5.2                 | 16 MB            | 1 × 8       | 780M 12 CU | 2.8         | Ryzen AI · Até10 TOPS | 35–54 W | 30 de abril de 2023   |
| Ryzen 7        | (PRO) 7840HS   | 8 (16)          | 3.8                 | 5.1                 | 16 MB            | 1 × 8       | 780M 12 CU | 2.7         | Ryzen AI · Até10 TOPS | 35–54 W | 30 de abril de 2023   |
| Ryzen 7        | 7840H          | 8 (16)          | 3.8                 | 5.1                 | 16 MB            | 1 × 8       | 780M 12 CU | 2.7         | Ryzen AI · Até10 TOPS | 35–54 W | 30 de abril de 2023   |
| Ryzen 7        | (PRO) 7840U    | 8 (16)          | 3.3                 | 5.1                 | 16 MB            | 1 × 8       | 780M 12 CU | 2.7         | Ryzen AI · Até10 TOPS | 15–30 W | 3 de maio de 2023     |
| Ryzen 5        | (PRO) 7640HS   | 6 (12)          | 4.3                 | 5.0                 | 16 MB            | 1 × 6       | 760M 8 CU  | 2.6         | Ryzen AI · Até10 TOPS | 35–54 W | 30 de abril de 2023   |
| Ryzen 5        | 7640H          | 6 (12)          | 4.3                 | 5.0                 | 16 MB            | 1 × 6       | 760M 8 CU  | 2.6         | Ryzen AI · Até10 TOPS | 35–54 W | 30 de abril de 2023   |
| Ryzen 5        | (PRO) 7640U    | 6 (12)          | 3.5                 | 4.9                 | 16 MB            | 1 × 6       | 760M 8 CU  | 2.6         | Ryzen AI · Até10 TOPS | 15–30 W | 3 de maio de 2023     |
| Ryzen 5        | (PRO) 7545U    | 6 (12)          | 3.2                 | 4.9                 | 16 MB            | 2 + 4       | 740M 4 CU  | 2.8         | Não                   | 15–30 W | 2 de novembro de 2023 |
| Ryzen 5        | (PRO) 7540U    | 6 (12)          | 3.2                 | 4.9                 | 16 MB            | 1 × 6       | 740M 4 CU  | 2.5         | Não                   | 15–30 W | 3 de maio de 2023     |
| Ryzen 3        | 7440U          | 4 (8)           | 3.0                 | 4.7                 | 8 MB             | 1 + 3       | 740M 4 CU  | 2.5         | Não                   | 15–30 W | 3 de maio de 2023     |

1. ↑  Core Complexes (CCX) × cores por CCX
2. 1 2 3 4 5  Versões PRO lançadas em 13 de junho de 2023.
3. 1 2 3  Versão apenas para a China do SKU que não possui suporte para tecnologias AMD EXPO™ e FreeSync™.

#### Dragon Range
Os processadores móveis Dragon Range são chamados de série "Ryzen 7045" e consistem apenas em modelos com sufixo HX e HX3D.
Recursos comuns das APUs de notebook Ryzen 7045:
- Soquete: FL1
- Todas as CPUs suportam DDR5-5200 no modo dual-channel.
- Cache L1: 64 KB (32 KB de dados + 32 KB de instrução) por núcleo.
- Cache L2: 1 MB por núcleo.
- Todas as CPUs suportam 28 pistas PCIe 5.0.
- Inclui GPU RDNA 2 integrada na matriz de E/S com 2 CUs e velocidades de clock de 400 MHz (base), 2,2 GHz (boost).[i]
- Processo de fabricação: TSMC 5 nm FinFET (6 nm FinFET para E/S e matriz gráfica).

| Marca e modelo | Marca e modelo | Cores (threads) | Taxa de clock (GHz) | Taxa de clock (GHz) | Cache L3 (total) | Chiplets         | Core config | TDP     | Data de lançamento |
| Marca e modelo | Marca e modelo | Cores (threads) | Base                | Boost               | Cache L3 (total) | Chiplets         | Core config | TDP     | Data de lançamento |
| -------------- | -------------- | --------------- | ------------------- | ------------------- | ---------------- | ---------------- | ----------- | ------- | ------------------ |
| Ryzen 9        | 7945HX3D       | 16 (32)         | 2.3                 | 5.4                 | 128 MB           | 2 CCD 1 × I/OD   | 2 × 8       | 55–75 W | 27 junho 2023      |
| Ryzen 9        | 7945HX         | 16 (32)         | 2.5                 | 5.4                 | 64 MB            | 2 CCD 1 × I/OD   | 2 × 8       | 55–75 W | 28 fevereiro 2023  |
| Ryzen 9        | 7845HX         | 12 (24)         | 3.0                 | 5.2                 | 64 MB            | 2 CCD 1 × I/OD   | 2 × 6       | 45–75 W | 28 fevereiro 2023  |
| Ryzen 7        | 7745HX         | 8 (16)          | 3.6                 | 5.1                 | 32 MB            | 1 × CCD 1 × I/OD | 1 × 8       | 45–75 W | 28 fevereiro 2023  |
| Ryzen 5        | 7645HX         | 6 (12)          | 4.0                 | 5.0                 | 32 MB            | 1 × CCD 1 × I/OD | 1 × 6       | 45–75 W | 28 fevereiro 2023  |

1. ↑  Auto-identifica-se como "AMD Radeon 610M". Consulte RDNA 2 § Processadores gráficos integrados (iGPs).
2. ↑  Core Complexes (CCX) × cores por CCX
3. ↑  Apenas um dos dois CCDs possui o V-Cache 3D adicional.

#### Hawk Point
Hawk Point é uma atualização dos processadores móveis Phoenix, denominados série "Ryzen 8040" e "Ryzen 8045", lançados em 6 de dezembro de 2023. Ele apresenta um NPU 60% mais rápido em comparação com a série 7040.
Recursos comuns das APUs de notebook Ryzen 8040:
- Soquete: FP7, FP7r2, FP8.
- Todas as CPUs suportam DDR5-5600 ou LPDDR5X-7500 no modo dual-channel.
- Cache L1: 64 KB (32 KB de dados + 32 KB de instrução) por núcleo.
- Cache L2: 1 MB por núcleo.
- Todas as CPUs suportam 20 pistas PCIe 4.0.
- Inclui GPU RDNA 3 integrada.
- Inclui XDNA AI Engine (Ryzen AI).
- Processo de fabricação: TSMC 4 nm FinFET.

| Marca e modelo | Marca e modelo | CPU             | CPU                 | CPU                 | CPU              | CPU         | GPU        | GPU         | NPU                    | TDP     | Data de lançamento    |
| Marca e modelo | Marca e modelo | Cores (threads) | Taxa de clock (GHz) | Taxa de clock (GHz) | Cache L3 (total) | Core config | Modelo     | Clock (GHz) | NPU                    | TDP     | Data de lançamento    |
| Marca e modelo | Marca e modelo | Cores (threads) | Base                | Boost               | Cache L3 (total) | Core config | Modelo     | Clock (GHz) | NPU                    | TDP     | Data de lançamento    |
| -------------- | -------------- | --------------- | ------------------- | ------------------- | ---------------- | ----------- | ---------- | ----------- | ---------------------- | ------- | --------------------- |
| Ryzen 9        | 8945HS         | 8 (16)          | 4.0                 | 5.2                 | 16 MB            | 1 × 8       | 780M 12 CU | 2.8         | Ryzen AI · Até 16 TOPS | 35–54 W | 6 de dezembro de 2023 |
| Ryzen 7        | 8845HS         | 8 (16)          | 3.8                 | 5.1                 | 16 MB            | 1 × 8       | 780M 12 CU | 2.7         | Ryzen AI · Até 16 TOPS | 35–54 W | 6 de dezembro de 2023 |
| Ryzen 7        | 8840HS         | 8 (16)          | 3.3                 | 5.1                 | 16 MB            | 1 × 8       | 780M 12 CU | 2.7         | Ryzen AI · Até 16 TOPS | 20–30 W | 6 de dezembro de 2023 |
| Ryzen 7        | 8840U          | 8 (16)          | 3.3                 | 5.1                 | 16 MB            | 1 × 8       | 780M 12 CU | 2.7         | Ryzen AI · Até 16 TOPS | 15–30 W | 6 de dezembro de 2023 |
| Ryzen 5        | 8645HS         | 6 (12)          | 4.3                 | 5.0                 | 16 MB            | 1 × 6       | 760M 8 CU  | 2.6         | Ryzen AI · Até 16 TOPS | 35–54 W | 6 de dezembro de 2023 |
| Ryzen 5        | 8640HS         | 6 (12)          | 3.5                 | 4.9                 | 16 MB            | 1 × 6       | 760M 8 CU  | 2.6         | Ryzen AI · Até 16 TOPS | 20–30 W | 6 de dezembro de 2023 |
| Ryzen 5        | 8640U          | 6 (12)          | 3.5                 | 4.9                 | 16 MB            | 1 × 6       | 760M 8 CU  | 2.6         | Ryzen AI · Até 16 TOPS | 15–30 W | 6 de dezembro de 2023 |
| Ryzen 5        | 8540U          | 6 (12)          | 3.2                 | 4.9                 | 16 MB            | 2 + 4       | 740M 4 CU  | 2.8         | Não                    | 15–30 W | 6 de dezembro de 2023 |
| Ryzen 3        | 8440U          | 4 (8)           | 3.0                 | 4.7                 | 8 MB             | 1 + 3       | 740M 4 CU  | 2.5         | Não                    | 15–30 W | 6 de dezembro de 2023 |

1. ↑  Core Complexes (CCX) × cores por CCX ou cores Zen 4 + Zen 4c

#### Atualização do Hawk Point
Hawk Point Refresh é uma atualização dos processadores móveis Hawk Point, nomeados como série "Ryzen 200", com numeração de modelo semelhante ao Intel Core Ultra e especificação semelhante ao Hawk Point, lançado no segundo trimestre de 2025.
| Marca e modelo | Marca e modelo | CPU             | CPU             | CPU             | CPU         | CPU         | CPU              | CPU         | GPU        | GPU         | NPU (Ryzen AI) | TDP     | Data delançamento |
| Marca e modelo | Marca e modelo | Cores (threads) | Cores (threads) | Cores (threads) | Clock (GHz) | Clock (GHz) | Cache L3 (total) | Core config | Modelo     | Clock (GHz) | NPU (Ryzen AI) | TDP     | Data delançamento |
| Marca e modelo | Marca e modelo | Total           | Zen 4           | Zen 4c          | Base        | Boost       | Cache L3 (total) | Core config | Modelo     | Clock (GHz) | NPU (Ryzen AI) | TDP     | Data delançamento |
| -------------- | -------------- | --------------- | --------------- | --------------- | ----------- | ----------- | ---------------- | ----------- | ---------- | ----------- | -------------- | ------- | ----------------- |
| Ryzen 9        | 270            | 8 (16)          | 8 (16)          | —               | 4.0         | 5.2         | 16 MB            | 1 × 8       | 780M 12 CU | 2.8         | 16 TOPS        | 35–54 W | Q2 2025           |
| Ryzen 7        | 260            | 8 (16)          | 8 (16)          | —               | 3.8         | 5.1         | 16 MB            | 1 × 8       | 780M 12 CU | 2.7         | 16 TOPS        | 35–54 W | Q2 2025           |
| Ryzen 7        | (PRO) 250      | 8 (16)          | 8 (16)          | —               | 3.3         | 5.1         | 16 MB            | 1 × 8       | 780M 12 CU | 2.7         | 16 TOPS        | 15–30 W | Q2 2025           |
| Ryzen 5        | 240            | 6 (12)          | 6 (12)          | —               | 4.3         | 5.0         | 16 MB            | 1 × 6       | 760M 8 CU  | 2.6         | 16 TOPS        | 35–54 W | Q2 2025           |
| Ryzen 5        | (PRO) 230      | 6 (12)          | 6 (12)          | —               | 3.5         | 4.9         | 16 MB            | 1 × 6       | 760M 8 CU  | 2.6         | 16 TOPS        | 15–30 W | Q2 2025           |
| Ryzen 5        | (PRO) 220      | 6 (12)          | 2 (4)           | 4 (8)           | 3.7 / 3.0   | 4.9 / 3.5   | 16 MB            | 2 + 4       | 740M 4 CU  | 2.8         | —              | 15–30 W | Q2 2025           |
| Ryzen 3        | (PRO) 210      | 4 (8)           | 1 (2)           | 3 (6)           | 3.6 / 2.8   | 4.7 / 3.3   | 8 MB             | 1 + 3       | 740M 4 CU  | 2.5         | —              | 15–30 W | Q2 2025           |

### Server

#### Genoa, Bergamo, e Siena
Em 10 de novembro de 2022, a AMD lançou a quarta geração (também conhecida como série 9004) de processadores EPYC para servidores e data center baseados na microarquitetura Zen 4, codinome Genoa. Genoa apresenta entre 16 e 96 núcleos Zen 4, junto com PCIe 5.0 e DDR5, projetados para clientes de data centers coporativos e em nuvem.
| Modelo                                   | Fab                             | Cores (Thread)                  | Chiplets                        | Core config                     | Taxa de clock (GHz)             | Taxa de clock (GHz)             | Cache (MB)                      | Cache (MB)                      | Cache (MB)                      | Socket                          | Contagem de Socket              | Pistas PCIe 5.0                 | Suporte de memória              | TDP                             | Data de lançamento              | Preço (USD)                     |
| Modelo                                   | Fab                             | Cores (Thread)                  | Chiplets                        | Core config                     | Base                            | Boost                           | L1                              | L2                              | L3                              | Socket                          | Contagem de Socket              | Pistas PCIe 5.0                 | DDR5 ECC                        | TDP                             | Data de lançamento              | Preço (USD)                     |
| Low Power & Edge (Zen 4c cores)          | Low Power & Edge (Zen 4c cores) | Low Power & Edge (Zen 4c cores) | Low Power & Edge (Zen 4c cores) | Low Power & Edge (Zen 4c cores) | Low Power & Edge (Zen 4c cores) | Low Power & Edge (Zen 4c cores) | Low Power & Edge (Zen 4c cores) | Low Power & Edge (Zen 4c cores) | Low Power & Edge (Zen 4c cores) | Low Power & Edge (Zen 4c cores) | Low Power & Edge (Zen 4c cores) | Low Power & Edge (Zen 4c cores) | Low Power & Edge (Zen 4c cores) | Low Power & Edge (Zen 4c cores) | Low Power & Edge (Zen 4c cores) | Low Power & Edge (Zen 4c cores) |
| ---------------------------------------- | ------------------------------- | ------------------------------- | ------------------------------- | ------------------------------- | ------------------------------- | ------------------------------- | ------------------------------- | ------------------------------- | ------------------------------- | ------------------------------- | ------------------------------- | ------------------------------- | ------------------------------- | ------------------------------- | ------------------------------- | ------------------------------- |
| 8024P                                    | TSMC N5                         | 8 (16)                          | 4 × CCD 1 × I/OD                | 4 × 2                           | 2.4                             | 3.0                             | 0.5                             | 8                               | 32                              | SP6                             | 1P                              | 96                              | DDR5-4800 six-channel           | 90 W                            | 18 de setembro de 2023          | $409                            |
| 8024PN                                   | TSMC N5                         | 8 (16)                          | 4 × CCD 1 × I/OD                | 4 × 2                           | 2.05                            | 3.0                             | 0.5                             | 8                               | 32                              | SP6                             | 1P                              | 96                              | DDR5-4800 six-channel           | 80 W                            | 18 de setembro de 2023          | $525                            |
| 8124P                                    | TSMC N5                         | 16 (32)                         | 4 × CCD 1 × I/OD                | 4 × 4                           | 2.45                            | 3.0                             | 1                               | 16                              | 64                              | SP6                             | 1P                              | 96                              | DDR5-4800 six-channel           | 125 W                           | 18 de setembro de 2023          | $639                            |
| 8124PN                                   | TSMC N5                         | 16 (32)                         | 4 × CCD 1 × I/OD                | 4 × 4                           | 2.0                             | 3.0                             | 1                               | 16                              | 64                              | SP6                             | 1P                              | 96                              | DDR5-4800 six-channel           | 100 W                           | 18 de setembro de 2023          | $790                            |
| 8224P                                    | TSMC N5                         | 24 (48)                         | 4 × CCD 1 × I/OD                | 4 × 6                           | 2.55                            | 3.0                             | 1.5                             | 24                              | 64                              | SP6                             | 1P                              | 96                              | DDR5-4800 six-channel           | 160 W                           | 18 de setembro de 2023          | $855                            |
| 8224PN                                   | TSMC N5                         | 24 (48)                         | 4 × CCD 1 × I/OD                | 4 × 6                           | 2.0                             | 3.0                             | 1.5                             | 24                              | 64                              | SP6                             | 1P                              | 96                              | DDR5-4800 six-channel           | 120 W                           | 18 de setembro de 2023          | $1,015                          |
| 8324P                                    | TSMC N5                         | 32 (64)                         | 4 × CCD 1 × I/OD                | 4 × 8                           | 2.65                            | 3.0                             | 2                               | 32                              | 128                             | SP6                             | 1P                              | 96                              | DDR5-4800 six-channel           | 180 W                           | 18 de setembro de 2023          | $1,895                          |
| 8324PN                                   | TSMC N5                         | 32 (64)                         | 4 × CCD 1 × I/OD                | 4 × 8                           | 2.05                            | 3.0                             | 2                               | 32                              | 128                             | SP6                             | 1P                              | 96                              | DDR5-4800 six-channel           | 130 W                           | 18 de setembro de 2023          | $2,125                          |
| 8434P                                    | TSMC N5                         | 48 (96)                         | 4 × CCD 1 × I/OD                | 4 × 12                          | 2.5                             | 3.1                             | 3                               | 48                              | 128                             | SP6                             | 1P                              | 96                              | DDR5-4800 six-channel           | 200 W                           | 18 de setembro de 2023          | $2,700                          |
| 8434PN                                   | TSMC N5                         | 48 (96)                         | 4 × CCD 1 × I/OD                | 4 × 12                          | 2.0                             | 3.0                             | 3                               | 48                              | 128                             | SP6                             | 1P                              | 96                              | DDR5-4800 six-channel           | 155 W                           | 18 de setembro de 2023          | $3,150                          |
| 8534P                                    | TSMC N5                         | 64 (128)                        | 4 × CCD 1 × I/OD                | 4 × 16                          | 2.3                             | 3.1                             | 4                               | 64                              | 128                             | SP6                             | 1P                              | 96                              | DDR5-4800 six-channel           | 200 W                           | 18 de setembro de 2023          | $4,950                          |
| 8534PN                                   | TSMC N5                         | 64 (128)                        | 4 × CCD 1 × I/OD                | 4 × 16                          | 2.0                             | 3.1                             | 4                               | 64                              | 128                             | SP6                             | 1P                              | 96                              | DDR5-4800 six-channel           | 155 W                           | 18 de setembro de 2023          | $5,450                          |
| Mainstream Enterprise (Zen 4 cores)      |                                 |                                 |                                 |                                 |                                 |                                 |                                 |                                 |                                 |                                 |                                 |                                 |                                 |                                 |                                 |                                 |
| 9124                                     | TSMC N5                         | 16 (32)                         | 4 × CCD 1 × I/OD                | 4 × 4                           | 3.0                             | 3.7                             | 1                               | 16                              | 64                              | SP5                             | 1P/2P                           | 128                             | DDR5-4800 twelve-channel        | 200 W                           | 10 de novembro de 2022          | $1,083                          |
| 9224                                     | TSMC N5                         | 24 (48)                         | 4 × CCD 1 × I/OD                | 4 × 6                           | 2.5                             | 3.7                             | 1.5                             | 24                              | 64                              | SP5                             | 1P/2P                           | 128                             | DDR5-4800 twelve-channel        | 200 W                           | 10 de novembro de 2022          | $1,825                          |
| 9254                                     | TSMC N5                         | 24 (48)                         | 4 × CCD 1 × I/OD                | 4 × 6                           | 2.9                             | 4.15                            | 1.5                             | 24                              | 128                             | SP5                             | 1P/2P                           | 128                             | DDR5-4800 twelve-channel        | 220 W                           | 10 de novembro de 2022          | $2,299                          |
| 9334                                     | TSMC N5                         | 32 (64)                         | 4 × CCD 1 × I/OD                | 4 × 8                           | 2.7                             | 3.9                             | 2                               | 32                              | 128                             | SP5                             | 1P/2P                           | 128                             | DDR5-4800 twelve-channel        | 210 W                           | 10 de novembro de 2022          | $2,990                          |
| 9354                                     | TSMC N5                         | 32 (64)                         | 8 × CCD 1 × I/OD                | 8 × 4                           | 3.25                            | 3.75                            | 2                               | 32                              | 256                             | SP5                             | 1P/2P                           | 128                             | DDR5-4800 twelve-channel        | 280 W                           | 10 de novembro de 2022          | $3,420                          |
| 9354P                                    | TSMC N5                         | 32 (64)                         | 8 × CCD 1 × I/OD                | 8 × 4                           | 3.25                            | 3.75                            | 2                               | 32                              | 256                             | SP5                             | 1P                              | 128                             | DDR5-4800 twelve-channel        | 280 W                           | 10 de novembro de 2022          | $2,730                          |
| Performance Enterprise (Zen 4 cores)     |                                 |                                 |                                 |                                 |                                 |                                 |                                 |                                 |                                 |                                 |                                 |                                 |                                 |                                 |                                 |                                 |
| 9174F                                    | TSMC N5                         | 16 (32)                         | 8 × CCD 1 × I/OD                | 8 × 2                           | 4.1                             | 4.4                             | 1                               | 16                              | 256                             | SP5                             | 1P/2P                           | 128                             | DDR5-4800 twelve-channel        | 320 W                           | 10 de novembro de 2022          | $3,850                          |
| 9184X                                    | TSMC N5                         | 16 (32)                         | 8 × CCD 1 × I/OD                | 8 × 2                           | 3.55                            | 4.2                             | 1                               | 16                              | 768                             | SP5                             | 1P/2P                           | 128                             | DDR5-4800 twelve-channel        | 320 W                           | 13 de junho de 2023             | $4,928                          |
| 9274F                                    | TSMC N5                         | 24 (48)                         | 8 × CCD 1 × I/OD                | 8 × 3                           | 4.05                            | 4.3                             | 1.5                             | 24                              | 256                             | SP5                             | 1P/2P                           | 128                             | DDR5-4800 twelve-channel        | 320 W                           | 10 de novembro de 2022          | $3,060                          |
| 9374F                                    | TSMC N5                         | 32 (64)                         | 8 × CCD 1 × I/OD                | 8 × 4                           | 3.85                            | 4.3                             | 2                               | 32                              | 256                             | SP5                             | 1P/2P                           | 128                             | DDR5-4800 twelve-channel        | 320 W                           | 10 de novembro de 2022          | $4,860                          |
| 9384X                                    | TSMC N5                         | 32 (64)                         | 8 × CCD 1 × I/OD                | 8 × 4                           | 3.1                             | 3.9                             | 2                               | 32                              | 768                             | SP5                             | 1P/2P                           | 128                             | DDR5-4800 twelve-channel        | 320 W                           | 13 de junho de 2023             | $5,529                          |
| 9474F                                    | TSMC N5                         | 48 (96)                         | 8 × CCD 1 × I/OD                | 8 × 6                           | 3.6                             | 4.1                             | 3                               | 48                              | 256                             | SP5                             | 1P/2P                           | 128                             | DDR5-4800 twelve-channel        | 360 W                           | 10 de novembro de 2022          | $6,780                          |
| High Performance Computing (Zen 4 cores) |                                 |                                 |                                 |                                 |                                 |                                 |                                 |                                 |                                 |                                 |                                 |                                 |                                 |                                 |                                 |                                 |
| 9454                                     | TSMC N5                         | 48 (96)                         | 8 × CCD 1 × I/OD                | 8 × 6                           | 2.75                            | 3.8                             | 3                               | 48                              | 256                             | SP5                             | 1P/2P                           | 128                             | DDR5-4800 twelve-channel        | 290 W                           | 10 de novembro de 2022          | $5,225                          |
| 9454P                                    | TSMC N5                         | 48 (96)                         | 8 × CCD 1 × I/OD                | 8 × 6                           | 2.75                            | 3.8                             | 3                               | 48                              | 256                             | SP5                             | 1P                              | 128                             | DDR5-4800 twelve-channel        | 290 W                           | 10 de novembro de 2022          | $4,598                          |
| 9534                                     | TSMC N5                         | 64 (128)                        | 8 × CCD 1 × I/OD                | 8 × 8                           | 2.45                            | 3.7                             | 4                               | 64                              | 256                             | SP5                             | 1P/2P                           | 128                             | DDR5-4800 twelve-channel        | 280 W                           | 10 de novembro de 2022          | $8,803                          |
| 9554                                     | TSMC N5                         | 64 (128)                        | 8 × CCD 1 × I/OD                | 8 × 8                           | 3.1                             | 3.75                            | 4                               | 64                              | 256                             | SP5                             | 1P/2P                           | 128                             | DDR5-4800 twelve-channel        | 360 W                           | 10 de novembro de 2022          | $9,087                          |
| 9554P                                    | TSMC N5                         | 64 (128)                        | 8 × CCD 1 × I/OD                | 8 × 8                           | 3.1                             | 3.75                            | 4                               | 64                              | 256                             | SP5                             | 1P                              | 128                             | DDR5-4800 twelve-channel        | 360 W                           | 10 de novembro de 2022          | $7,104                          |
| 9634                                     | TSMC N5                         | 84 (168)                        | 12 × CCD 1 × I/OD               | 12 × 7                          | 2.25                            | 3.7                             | 5.25                            | 84                              | 384                             | SP5                             | 1P/2P                           | 128                             | DDR5-4800 twelve-channel        | 290 W                           | 10 de novembro de 2022          | $10,304                         |
| 9654                                     | TSMC N5                         | 96 (192)                        | 12 × CCD 1 × I/OD               | 12 × 8                          | 2.4                             | 3.7                             | 6                               | 96                              | 384                             | SP5                             | 1P/2P                           | 128                             | DDR5-4800 twelve-channel        | 360 W                           | 10 de novembro de 2022          | $11,805                         |
| 9654P                                    | TSMC N5                         | 96 (192)                        | 12 × CCD 1 × I/OD               | 12 × 8                          | 2.4                             | 3.7                             | 6                               | 96                              | 384                             | SP5                             | 1P                              | 128                             | DDR5-4800 twelve-channel        | 360 W                           | 10 de novembro de 2022          | $10,625                         |
| 9684X                                    | TSMC N5                         | 96 (192)                        | 12 × CCD 1 × I/OD               | 12 × 8                          | 2.55                            | 3.7                             | 6                               | 96                              | 1152                            | SP5                             | 1P/2P                           | 128                             | DDR5-4800 twelve-channel        | 400 W                           | 13 de junho de 2023             | $14,756                         |
| Cloud (Zen 4c cores)                     |                                 |                                 |                                 |                                 |                                 |                                 |                                 |                                 |                                 |                                 |                                 |                                 |                                 |                                 |                                 |                                 |
| 9734                                     | TSMC N5                         | 112 (224)                       | 8 × CCD 1 × I/OD                | 8 x 14                          | 2.2                             | 3.0                             | 7                               | 112                             | 256                             | SP5                             | 1P/2P                           | 128                             | DDR5-4800 twelve-channel        | 340 W                           | 13 de junho de 2023             | $9,600                          |
| 9754S                                    | TSMC N5                         | 128 (128)                       | 8 × CCD 1 × I/OD                | 8 x 16                          | 2.25                            | 3.1                             | 8                               | 128                             | 256                             | SP5                             | 1P/2P                           | 128                             | DDR5-4800 twelve-channel        | 360 W                           | 13 de junho de 2023             | $10,200                         |
| 9754                                     | TSMC N5                         | 128 (256)                       | 8 × CCD 1 × I/OD                | 8 x 16                          | 2.25                            | 3.1                             | 8                               | 128                             | 256                             | SP5                             | 1P/2P                           | 128                             | DDR5-4800 twelve-channel        | 360 W                           | 13 de junho de 2023             | $11,900                         |

1. ↑  Core Complexes (CCX) × cores por CCX

## Zen 4c
Zen 4c é uma variante do Zen 4 com núcleos Zen 4 menores com frequências de clock mais baixas, uso de energia, cache L3 reduzido por núcleo e se destina a acomodar um número maior de núcleos em um determinado espaço. Os núcleos menores e as contagens de núcleo mais altas do Zen 4c são projetados para cargas de trabalho fortemente multithread, como computação em nuvem.
Um CCD Zen 4c apresenta 16 núcleos Zen 4c menores, divididos em dois Core Complexes (CCX) de 8 núcleos cada. O CCD Zen 4c de 16 núcleos é 9,6% maior em área do que o CCD Zen 4 regular de 8 núcleos. O tamanho do chip CCD Zen 4c mede 72,7 mm 2 em comparação com a área do chip de 66,3 mm 2 para o CCD Zen 4. No entanto, um núcleo Zen 4c individual tem uma pegada menor do que um núcleo Zen 4, o que significa que um número maior de núcleos menores pode ser encaixado no CCD. Um núcleo Zen 4c é cerca de 35,4% menor do que um núcleo Zen 4. Além da pegada reduzida do núcleo, o espaço do chip é ainda mais economizado no CCD Zen 4c por meio do uso de células SRAM de porta dupla 6T mais densas e uma redução geral do cache L3 para 16  MB por CCX de 8 núcleos. Os núcleos Zen 4c têm os mesmos tamanhos de caches L1 e L2 que os núcleos Zen 4, mas a área do dado de cache nos núcleos Zen 4c é menor devido ao uso de SRAM mais densa e cache mais lento. Os conjuntos de conexão through-silicon via (TSV), que são usados para empilhamento vertical de dados em CCDs Zen 4 3D V-Cache, são removidos do CCD Zen 4c para economizar espaço de silício. Embora o núcleo Zen 4c tenha uma pegada menor, ele ainda é capaz de manter o mesmo IPC que o núcleo Zen 4 maior.

"Nosso Zen 4c, é nossa densidade compacta que é uma adição, é uma nova pista para nosso roteiro de núcleos e oferece a funcionalidade idêntica do Zen 4 em cerca de metade da área central."

Mark Papermaster, Diretor Técnico (CTO) da AMD
Ao contrário dos E-cores Gracemont concorrentes da Intel, o Zen 4c apresenta 2 threads por núcleo com multithreading simultâneo. O IPC de um núcleo Zen 4c é mais próximo do de um núcleo Zen 4 do que o IPC Intel Gracemont E-core é de um P-core. Além disso, o Zen 4c suporta os mesmos conjuntos de instruções do Zen 4, como AVX-512, o que não é o caso dos núcleos P e E da Intel. Os núcleos E Gracemont da Intel não têm suporte para as instruções AVX-512 contidas nos núcleos P Golden Cove.
| Core                    | Core                    | Zen 4                 | Zen 4c                |
| ----------------------- | ----------------------- | --------------------- | --------------------- |
| Codinome(s)             | Core                    | Persephone            | Dionysus              |
| Codinome(s)             | CCD                     | Durango               | Vindhya               |
| Cores (threads) por CCD | Cores (threads) por CCD | 8 (16)                | 16 (32)               |
| Cores (threads) por CCX | Cores (threads) por CCX | 8 (16)                | 8 (16)                |
| Cache L3 por CCD        | Cache L3 por CCD        | 32 MB (32 MB per CCX) | 32 MB (16 MB per CCX) |
| Tamanho da matriz       | Área CCD                | 66.3 mm2              | 72.7 mm2              |
| Tamanho da matriz       | Área core               | 3.84 mm2              | 2.48 mm2              |

O núcleo Zen 4c foi lançado em 13 de junho de 2023 com três SKUs Epyc Bergamo: 9734, 9754 e 9754S. O SKU 9754S apresenta 128 núcleos Zen 4c, mas apenas 128 threads em vez dos 256 threads completos, pois o multithreading simultâneo está desabilitado. Zen 4c foi lançado em processadores da série Epyc 8004, codinome "Siena", em 18 de setembro de 2023. Com até 64 núcleos e 128 threads, Siena foi projetado com uma plataforma de menor custo em mente para servidores básicos, computação de ponta e segmentos de telecomunicações onde maior eficiência energética é uma prioridade.
Zen 4c fez sua estreia fora dos processadores de servidor na série Ryzen 7040U, codinome "Phoenix 2", que foi lançada em 2 de novembro de 2023. Os processadores Ryzen 3 7440U e Ryzen 5 7545U apresentam núcleos Zen 4 padrão e núcleos Zen 4c menores.